# 梁村洪福寺
梁村洪福寺是一座古建筑，位于山西省晋中市祁县古县镇梁村。该寺始建于唐开元元年(713)，建于元至清，明、清、民国多处重修。现存建筑中正殿是元代建筑，南殿为明代建筑，其余为清代建筑。
2003年1月15日，梁村洪福寺公布为晋中市文物保护单位，2016年6月6日公布为第五批山西省文物保护单位。2019年10月7日，梁村洪福寺公布为第八批全国重点文物保护单位。